# Athrixia rosmarinifolia
Athrixia rosmarinifolia là một loài thực vật có hoa trong họ Cúc. Loài này được (Sch.Bip. ex Walp.) Oliv. & Hiern mô tả khoa học đầu tiên năm 1877.